# Thézac, Charente-Maritime

Thézac este o comună în departamentul Charente-Maritime, Franța. În 1 ianuarie 2022 avea o populație de 332 de locuitori.